# Louie Sauer
Louis Frederick Sauer, detto Louie (3 settembre 1915 – Herscher, settembre 1985), è stato un cestista statunitense, professionista nella NBL.

## Carriera
Giocò per una stagione nella NBL, disputando 12 partite con 6,6 punti di media.